# 勞倫斯縣 (田納西州)
勞倫斯縣（英語：Lawrence County）是美國田納西州南部的一個縣，南鄰阿拉巴馬州。面積1,600平方公里。根据美國2000年人口普查，共有人口39,926人。縣治勞倫斯堡 (Lawrenceburg)。
成立於1817年10月21日，縣名紀念1812年戰爭中戰死的海軍軍官詹姆斯·羅倫斯。